# Palacio de Zacuala

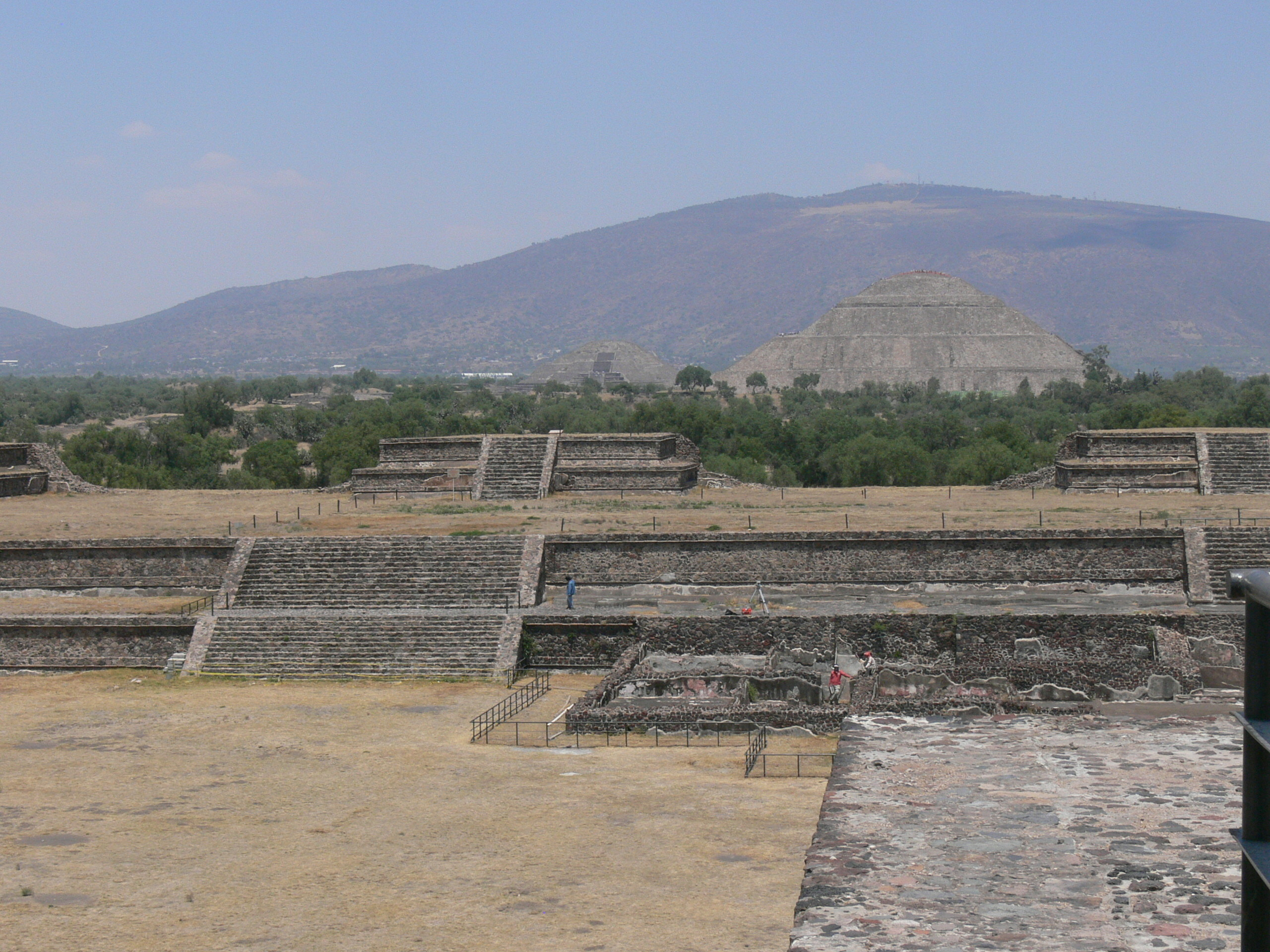
Vista de La Ciudadela hacia el norte desde la plataforma adosada al Templo de Quetzalcóatl.

El Palacio de Zacuala es un complejo arquitectónico mexicano situado en la parte sur de Teotihuacán, al suroeste de la Pirámide del Sol, que ofrece un excelente ejemplo de lo que pudo ser la residencia de algún rico mercader o un alto funcionario teotihuacano, aproximadamente del tercer nivel en la escala social de la cultura teotihuacana, de seis niveles totales. El complejo se distingue por medio de la claridad de su composición y amplitud de espacios, donde lo más relevante es el nivel de vida urbana tan elevado que conlleva, en comparación con otras culturas mesoamericanas.
El lugar se considera un palacio no solo por el hecho de que su entrada principal se encuentra orientada hacia el este, lo cual es un rasgo característico que algunos cronistas otorgan a los conjuntos habitacionales de dicha cultura, sino por la alta armonía de su espacio, su distribución y los ricos simbolismos de sus murales. Por otro lado, un aspecto primordial de la construcción que denota su carácter residencial es la ausencia de corredores y callejuelas en su interior.

## Arquitectura
Zacuala es una zona que se compone por un complejo de 40 cuartos y 13 patios en un área de alrededor de 4000 metros cuadrados. Las pruebas de carbón activo indican que fue construido y habitado a mediados de los años 350 y 550 d.c. Las construcciones que más se le asemejan, en cuanto a arquitectura y orientación de espacio, son los palacios ubicados al norte y sur del templo de la serpiente emplumada.

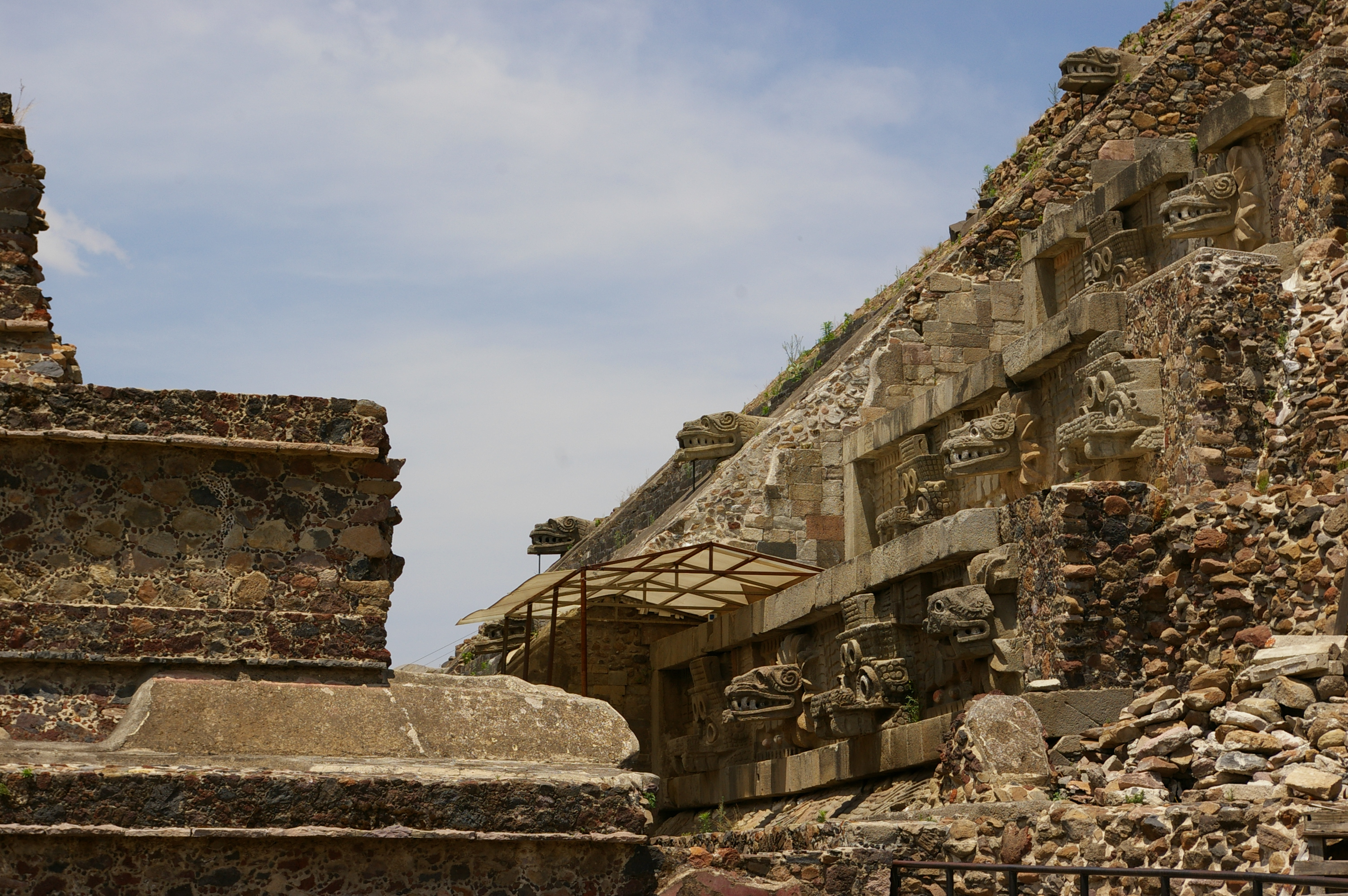
La plataforma adosada (izq.) ocultaba el templo de la Serpiente Emplumada hasta su excavación en el.

La orientación de sus cuartos y patios, así como el diseño y regulación de acceso al palacio, sugieren la existencia de una jerarquía espacial bien establecida en todo el complejo. Además la combinación de sus elementos (habitaciones, patios, templo, esculturas, pinturas etc.) insinúan que Zacuala fungió como nodo primario de distribución y promulgación de la ideología del estado teotihuacano a una audiencia en particular. Al mismo tiempo, la orientación del patio y el funcionamiento con respecto a su templo (el cual parece ser derivado directo del templo de la serpiente emplumada) hace alusión al hecho de que Zacuala no tenía como principal función la de un centro religioso, sino la de un centro civil. Los espacios que representaban una mayor composición en cuanto a las relaciones sociales eran el templo y el patio central.
La arquitectura de Zacuala se destaca principalmente por tener elementos y organización claros dentro de las especificaciones de espacios de Teotihuacán, a saber: grandes patios, corredores, pórticos, columnas labradas y muros con acabados interiores, entre otros. 

### Patio
Dadas las necesidades de ventilación y captación de luz, la gran mayoría de construcciones para vivienda de la cultura teotihuacana poseían espacios abiertos, llamados patios, que colindaban con las diversas habitaciones del complejo, excepto en escasas ocasiones en las que las habitaciones se encuentran en una obscuridad que parece ser casi voluntaria. La distribución y tamaño de estos espacios abiertos representan factores determinantes para distinguir la finalidad de cada una de las estructuras arquitectónicas de la cultura teotihuacana. Dichos patios, además de desempeñar la labor de proveer ventilación e iluminación, funcionaban como sistema para evitar inundaciones, ya que contaba con una inclinación mínima que dirigía el flujo de agua hacia una perforación que comunica con el drenaje del subsuelo.
El patio central del palacio se comunica con cada una de las cuatro alas del palacio por medio de pórticos situados en cada ángulo y, según su distribución sugiere, fue el punto principal de integración de todos los habitantes. Esta integración era principalmente de carácter civil. Además del patio principal, que mide 340 m^2, aproximadamente, Zacuala cuenta con otros 12 patios secundarios, los cuales en conjunto conforman una superficie de alrededor de 500 metros cuadrados.
Tanto Zacuala como Tetitla ofrecen un tipo suplementario de patio, a saber: el patio-galería, el cual se encuentra rodeado por muros y constituye el vestíbulo que conduce al interior por medio de un pasaje estrecho.

## Murales
La arquitectura y composición ornamental almendrada de Zacuala, así como el simbolismo rico y complejo, son un rasgo característico de la cultura teotihuacana. Zacuala se constituye por muros, patios, cuartos y pórticos, los cuales se encuentran decorados por imágenes y diseños que revelan una gran homogeneidad de estilo. Algunos de estos murales fueron desprendidos de sus sitios y se encuentran reconstruidos en las bodegas de Teotihuacán. Sin embargo, para algunas de estas figuras es imposible asignar con claridad su lugar de procedencia específico.
Las siguientes descripciones de los murales en los pórticos y muros de Zacuala fueron realizadas por Laurette Séjourné después de su expedición, al igual que los nombres que aquí se mencionan. Por otro lado, los murales se encuentran altamente dañados, por lo que las imágenes que aquí se exponen son reconstrucciones de lo que se cree que fueron, con base en las tendencias artísticas de Teotihuacán.

### Caballero tigre
Se encuentra localizado en el pórtico uno y, debido a que algunas de sus partes se encuentran degradadas, no es posible apreciarlo completamente. La ilustración muestra a un hombre vestido con un atuendo de felino, con postura frontal y con el rostro hacia su perfil derecho, ambos brazos y piernas se extienden a los lados. En la cabeza se observa una cresta de plumas verdes, rasgos faciales característicos de los teotihuacanos (nariz chata, orejas grandes curveadas). Los colores que prevalecen actualmente son: rojo, rosa, azul, verde y amarillo, pero no se pueden apreciar como eran originalmente.
Su vestuario se asemeja a un ceñido anudado a la cintura con dos bandas, azul y amarilla, con una serie de plumas en los extremos; entre las piernas cuenta con un paño amplio emplumado en la parte inferior, en su lado izquierdo se encuentra un disco dorsal que se extiende con plumas verdes y rosas. En cada de las manos sostiene escudos distintos, del lado derecho, de forma rectangular con rojas bordeadas de verde y diseños interiores; del lado izquierdo solo puede avistarse parte de un escudo circular. Dentro de su vestuario se encuentran adornos con colores verde, rojo y azul, los principales son sus collares y los discos que rodean su boca.

### Tláloc sembrador
Se muestra, como es convención pictórica en Teotihuacán, la figura simbólica representada por medio de características humanas, como es un rostro y mano, que le confieren identidad al símbolo. El color predominante en la figura es el azul obscuro. Se muestra el brazo izquierdo estirado, con una mano extendida que deja caer una serie de semillas ovaladas de colores. Es por esto que se le calificó como “sembrador”. También pueden observarsse una serie de símbolos polilobulados en varias secciones; la primera lleva en el interior tres estrellas limitadas por una doble franja. Por último, se observan dos signos salientes de la boca de Tlaloc que simbolizan el habla al depositar las semillas en la tierra por medio de ondas de agua y estrellas de luz.

### Quetzalcóatl rojo

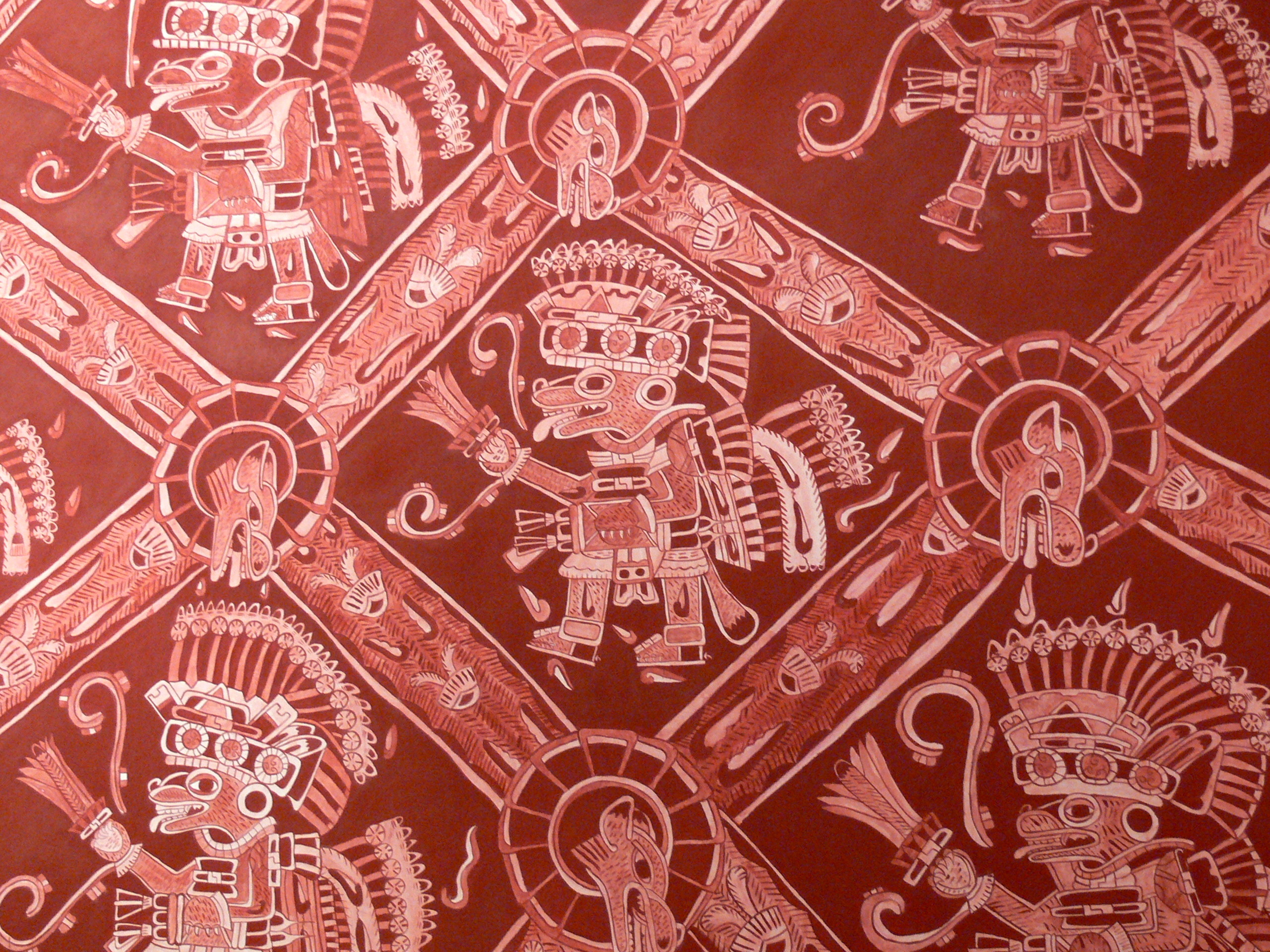
Detalle de los murales del palacio de Atetelco, fechados en la fase Xolalpan (c. 450-650). La imagen aquí mostrada se asemeja al mencionado Quetzalcóatl rojo.

La técnica observada en el Quetzalcóatl rojo es una pincelada gruesa con delineados de color rojo y detalles como plumas, collares y escudos. Se trata de un individuo en vista frontal en el cual se puede apreciar, además de la gran gama de detalles y acabados, un rostro humano con rasgos felinos y su mano derecha que, apenas visible, sostiene un vistoso emblema (el cual parece ser un estandarte o escudo con gotas); en su mano izquierda sostiene un escudo cuadrado con bordes redondos y diseños interiores.
El tocado representa la parte más importante de la pintura, compuesto de una cabeza felina y decorado emplumado alrededor. Arriba de los ojos se encuentra delimitada la cabeza. En esta se forma una la convención pictórica teotihuacana, que representa tanto un rostro visto de frente como dos cabezas de perfil.